# 张乃错
张乃错（藏語：སྦྲང་སྣེ་མཚོ，威利转写：sbrang sne mtsho，THL：Drangné Tso）位于中国西藏自治区那曲市尼玛县境内，地处尼玛县南部，湖面海拔4614米，面积36平方公里。第四纪时期与西边戈芒错为同一湖泊，后水位下降，湖泊分离，分离后由于张乃错补给较丰，湖面退缩较慢；戈芒错补给少，水位下降较快，从而导致张乃错湖面海拔高出戈芒错12米。张乃错湖水经一条小河流入戈芒错。湖区年均气温0℃，年均降水量约200毫米。湖水主要依靠地表径流补给。